# Anagama

Anagama (japanska: 穴窯) är en typ av ugn som är konstruerad med avsikten att bränna keramik. Ugnen har sitt ursprung i Kina men används traditionellt även i Japan och Korea och har en tradition som sträcker minst 3000 år tillbaka i tiden. I dag används ugnarna för det unika uttryck vedaskor och eld ger keramik.
Här finns en längre artikel om Anagambränning och dess unika resultat.
Idag finns det en handfull aktiva Anagama i Sverige. Jan-Åke Andersson byggde den första i Sverige 1986 och bland de som bränner regelbundet hittar man Stefan Andersson, Steven Jones och en rad skolor t.ex. Leksands Folkhögskola och HDK.